# Hang Nà Luông
Hang Nà Luông hay Hang Nà Luồng là hang trong dãy núi ở gần bản Nà Luông xã Mậu Long huyện Yên Minh và xã Sủng Trái huyện Đồng Văn tỉnh Hà Giang, Việt Nam .
Hang thuộc dạng karst trong dãy núi đá vôi. Hang Nà Luông được Bộ Văn hóa, Thể thao và Du lịch xếp hạng là di tích quốc gia tại Quyết định số 3089/QĐ-BVHTTDL ngày 23/9/2014.
Tên dùng phổ biến là Nà Luông, tuy nhiên có một số văn liệu dùng tên Nà Luồng.

## Mô tả
Hang Nà Luông nằm cách trung tâm thị trấn Yên Minh khoảng hơn 25 km hướng đông bắc, gần sát tỉnh lộ 176 .
Hang được khảo sát năm 2010. Cửa hang cao đến 15 m và rộng trên 30 m, được che phủ bằng các loại cây gỗ quý hiếm như nghiến, đinh, lát... Bên trong có nhiều vách đá nối tiếp nhau và nhiều thạch nhũ với đủ hình dáng, màu sắc. Hang động trong núi đá vôi là một trong những kiểu di sản địa chất rất phổ biến của Công viên Địa chất toàn cầu Cao nguyên đá Đồng Văn .